# Jō
Ein Jō [dʑoː] (jap. 杖, Rohrstock, Gehstock) ist ein runder, aus hartem Holz (in der Regel rote oder weiße Eiche) gefertigter Stock, der in einigen japanischen Kampfkünsten wie dem Jōdō und dem Aikidō benutzt wird.

## Eigenschaften
Der Jō ist kürzer als der Bō und länger als der Hanbō. Die Länge eines Jō ist im Jōdō mit 127,6 cm definiert (4 shaku, 2 sun, 1 bu), bei einem Durchmesser von 8 bu (24,2 mm). Der Jō ist damit ca. 20 bis 30 cm länger als das Katana. Gebräuchlich sind in den verschiedenen Stilrichtungen außerhalb des Jōdō (in der Blütezeit etwa 70) Längen zwischen 120 cm und 145 cm bei Durchmessern von 25 bis 28 mm.

## Geschichte
Als Erfinder des Jō gilt Muso Gonnosuke, ein Samurai, der um 1605 die Kampfkunst mit dem Jō entwickelte und seine eigene Schule (Shinto Muso-Ryu) gründete. Der Name Jōdō wurde erst 1940 durch Shimizu Takaji geprägt. Im Gegensatz zu den Kobudō-Waffen (wie Bō, Sai und Tonfa) ist der Jō nicht als Waffe der Bauernschaft entstanden, sondern eine echte Samuraiwaffe, deren Gebrauch in formellen Kampfkunstschulen (Koryū) gelehrt wurde (hierzu siehe auch Jōdō).